# (6399) Harada
(6399) Harada (1991 GA) – planetoida z pasa głównego asteroid okrążająca Słońce w ciągu 3,79 lat w średniej odległości 2,43 j.a. Odkryta 3 kwietnia 1991 roku.